# Меліка
Мелічна поезія, або Меліка (мелос) (грец. melos — пісня, або лірична пісня) — еллінська лірика в період її розквіту (VI—V ст. до н. е.), що не декламувалася, а виконувалася під акомпанемент ліри, характеризувалася розмаїтим комбінуванням віршових розмірів та фольклорних форм (епіталами, гіменеї, заплачки, гімни тощо). Найдавніше визначення терміна «мелос» дав Платон: «…Мелос складається з трьох частин: слова, гармонії та ритму», тобто поєднує у собі слово, музику і танок.

Ліра. Від неї походить назва «лірика». Під її акомпанемент виконувалися твори

Тобто, поет не лише писав ліричний вірш, але складав і музику до нього та відповідний танець. Елліни розрізняли види мелічної лірики відповідно до музичних мотивів, що відтісняли на другий план поетичне слово. Без музики мелічний твір уявити неможливо. Один з дослідників лірики з цього приводу писав, що мелос, відірваний від музики, втрачав кращу свою частину, свою душу, і чарівність його пісень загинула для наступних поколінь разом із плавною гармонією, під звуки якої вони колись народилися.
У більшості мелічних поетів на другий план відступають соціально-політичні й громадянські проблеми й акцентуються питання, пов'язані з індивідуальними, інтимними почуттями. Головні теми підказані самою дійсністю. Культові, обрядові відправи, застілля, кохання, вино і ті радощі, шо їх вони дають, дружба, захоплення мистецтвом і поезією породжують безліч ліричних творів.
До меліки елліни ставилися надзвичайно серйозно. Так, рабам заборонялося її виконувати під страхом смерті (насолоджуватися справжньою Поезією могла тільки вільна людина, а не раб!). А декламаційну лірику елліни взагалі не вважали за поезію. Однак сучасні літературознавці відносять жанрові різновиди декламаційної лірики (елегіюіямби) саме до лірики.

## Види
Основні різновиди еллінської лірики можна представити у вигляді схеми:
```
                     Давньогрецька лірика
                     /                 \
                Пісенна             
Декламаційна

               /      \               /        \
          Сольна      Хорова     Елегійна     Ямбічна
      (монодйчна)                (
елегія
)      (
ямб
)
```

Елегія виникла з треносу, похоронної заплачки (плачу на похоронах); ямб — із викривальних куплетів; сольна меліка бере у любовних, весільних і застольних піснях; хорова меліка має витоки в урочистих обрядових уславленнях і гімнах.
Елліни так любили музику, що навіть декламаційну лірику часто виконували в інструментальному супроводі. Щоправда, ці інструменти були не такими милозвучними, як ліра. Так, ямби могли виконувати під брязкіт металевої пластинки, прив'язаної до підошви виконавця, якою той відбивав ритм по каменю. Іноді виконання ямбів супроводжувалося різкими звуками дудки — ямбіке. Звідси — одне з тлумачень походження (етимології) слова «ямб». Інше тлумачення походить від імені служниці Ямби. За міфом, вона грубими жартами розсмішила навіть невтішну богиню Деметру, яка розшукувала свою доньку Персефону. Ця зорієнтованість на різкість, грубість узгоджується з викривальним характером багатьох творів ямбічної поезії. Адже в Елладі ямбами називали дошкульні чи жартівливі вірші (нині ж ямб — віршовий розмір). «Батьком» ямбів вважається Архілох, хоча не він винайшов цей жанр, який здавна вживався в еллінському фольклорі. Ще одним жанром декламаційної античної лірики була елегія, розвиток якої в античній літературі пов'язаний з іменами поетів Тіртея, Горація, Овідія та ін.

### За географічною та племенною ознакою
Античний мелос ми поділяємо за ознакою географічною та племенною.
Дорійський мелос. Це мелос строгий та близький до релігійних пісень. По ньому можна прослідкувати еволюцію від релігійного до світського. Цей мелос ровився на підгрунті рілігійних пісень. Пісні цього плану спочатку присвячувались богам, потім почали присвячуватись героям. Мелос був поширений серед дорійців та еолійців.
Еолійський мелос. У еолійців розвивалась лірика чисто суб'єктивно. Острів Лесбос був головним місцем, де розвивалась еолійська лірика. Еолійський мелос виражає світогляд, хоча закінчується колосальною напругою особистих почуттів.
Сицілійський мелос. Від поета Сицилії 7-6ст.д.н. е. Стесіхора залишилось мало. Він писав гімни, пеани. Історичне значення цього мелосу надзвичайно велике. Сиц. мелос відрізняється інтенсивним прагненням загальногрецької поезіїдо епосу, поверненням до міфологічно-героїчної тематики.
Аттичний мелос.

Насправді, надзвичайно важко виокремити поетів, які є представниками суто мелосу, адже: 
«Ліричні твори еллінські вчені розрізняли відповідно до їхньої зовнішньої форми — ритму, тобто віршового розміру. Найчастіше ця форма нерозривно пов'язувалася з певним змістом. Етегія, ямб і мелос висунули своїх визначних представників, і все ж віднести цих талановитих поетів до певних категорій надзвичайно важко, оскільки вони виявили себе в різних поетичних формах. Архілох, Солон, Феопіід були водночас і елегійними, і ямбічними поетами. Мелічний поет Аткей у часи запеклої політичної боротьби тиранії з лесбоськими аристократами уславився своїми гострими елегіями. 1 навпаки, елегійний пост Феогнід писав застольні й любовні пісні — улюблені теми мелосу. Не менш умовним є і поділ поетів на еолійську, дорійську і сицилійську школи, оскільки й тут провести точні межі неможливо: з різних причин поети переїздили з місця на місце, часто назавжди залишали свою батьківщину й оселялися в інших полісах і тоді користувалися іншими діалектами. Так, іонічний діалект став мовою епосу, тому еолійський поет Гесіод і дорієць Феогніл користувалися ним для написання своїх епічних творів, хоч інші твори складали на рідному діалекті.» (Пащенко В. І., Пащенко Н. І.)
Сприяли створенню лірики номи — мелодії на честь богів, що є винаходом лесбоського музиканта Терпандра. Терпанлрові належить і ряд сколій, до нас дійшов лише один уривок. Великий внесок у розвиток мелосу зробили молодші сучасники Терпандра: Каон, творець авлодичних номів, тобто пісень, що виконувалися під звуки флейти або авлоса (духового інструмента, подібного до кларнета), Фалет, який надав спартанським військовим танцям мирного характеру і почав писати хорові пісні.
Поштовхом для розвитку лірики стали поетичні змагання, що виникли, мабуть, у VIII ст. до н. е.

### Хорова і Сольна
Меліку умовно поділяли на сольну та хорову. Сольна меліка виконувалася солістом, а хорова — хором. Однак це досить умовно, бо, наприклад, гімн могли виконуватися як солістом, так і хором, як а капела, так і під звуки ліри.
Сольна меліка бере початки у любовних, весільних і застольних піснях; хорова — має витоки в урочистих, обрядових уславленнях і гімнах.
Сольна лірика
Сольна (монодична) лірика первісно була пов'язана з островом Лесбос (та його головним містом — Мітіленами), а свого найвищого злету досягла у творчості Алкея, Сапфо, Анакреонта. Кожен з геніальних митців, що творив у цьому стилі, змінив його і підлаштував під себе. Таким чином були створені «алкеєва строфа», «сапфічна строва» та «анакреотична лірика».
«Алкеєва строфа» — чотиривірш зі складною ритмікою, що складається з різнометричних стоп.
Набула викінченого, строгішого вигляду у доробку римського поета Горація (65-8 pp. до н. е.), тому пойменована ще і «гораціанською строфою». А.с. досить рідкісне явище в українській поезії, хоч подеколи трапляється, зазнаючи впливу силабо-тонічної версифікації. Наприклад:

Поки душею я не втонув іще
В нірвану й тіло ще не розпалося, Я можу ще тебе, Вкраїно,
Серцем кохати й тобі служити
(В.Самійленко).

«Сапфічна строфа» — складний за ритмікою чотиривірш, що складається з трьох одинадцятискладників та, у четвертому рядку з адонія. Приклад:

Афродіто, безсмертна Зевесова доню,
Баламутко на ясному троні, тебе я благаю,
Не гніви мою душу, о пані велична,
Горем, журбою. (переклад І.Франка)
«Анакреотична лірика» — лірика, що розробляє лише вузьке коло тем: кохання, вино, бенкети, веселощі, дружба. Характиризується музичною співучістю вірша, відповідністю змісту й форми, безпосередністю почуттів.
Золотоволосий Ерот мене
Знову поцілив пурпурним м"ячем —
Дівчину в барвних сандалях тепер
Каже мені забавляти.
Лиш залишилося кляте дівча, —
З Лесбосу славного родом воно, —
Та й, осміявши мою сивину, Іншому звабно моргає.

(Переклад А.Содомори)
Алкей (7-6-стд.н. е.) відомий мелик, жив в часи боротьби аристократії та демократії на Лесбосі. Алкею належали пісні, повязані з суспільно-політичною боротьбою. Сам Алкей був аристократом і тікав після невдалої боротьби з політичними ворогами, але потім повернувся на рідний острів.
Пісні про боротьбу дивують гостротою та агресивність його настрою сповіщаючих про великий прогрес індивідуального самопочуття.
Прочитавши його поезії одразу кидається в очі опис різного типу зброї, відчуття себе на краю смерті серед політичних бурь.
В віршах Алкея вимальовується ще три теми: природа, вино та жінки. Весна для нього повна багатоголосих пташок, коли кує зозуля, оспівується річка та дівчата, які пестять свої тіла водою річки. Вірші Алкея музичні і відрізняються багатством своїх розмірів і способів строфічної побудови. Алкей переписувався з Сапфо. Відомо, що в своїх віршах він висловлював свої почуття до поетеси.
Алкей також писав гімни. Збереглись уривки з його гімнів Афіні, Гермесу, Гефесту.
Сапфо. Поезія Сапфо (ім’‎я якої перекладається як «ясна», «світла») просякнута сонцем, красою і коханням. На думку поетеси, людина мусить прагнути бути красивою. «Боги відвертаються від негарних», — вважає Сапфо. Навіть Платон, що не любив поетів, називає її десятою музою. Саме в Сапфо в поезію приходить пейзаж душі, він стає способом передати свої почуття. Дивна багатобарвність. У поезії Сапфо відчувається жіночий погляд. Головний жанр — епіталамія, весільні гімни для вихованок школи. Одною з кращих епіталамій вважається «Весілля Гектора й Андромахи».
На думку вчених, лірика Сапфо виникла на основі народної любовної пісні, що мала надзвичайну популярність на Лесбосі. Як і у фольклорних творах, у віршах поетеси любовна тема часто поєднувалася з описами чудової природи, з якою вона назавжди намагалася злитися. Усі свої почуття Сапфо розкриває з надзвичайною щирістю, переконливістю, емоційною силою. В її віршах відсутнє заглиблення у внутрішній світ ліричного героя, але проблема ця взагалі залишилася не вирішеною грецькими поетам. Критики різних часів, починаючи з сивої давнини і до наших днів, звинувачували поезію Сапфо у брутальності та еротизмі. Саме це стало причиною того, що в XI ст. у Візантії були спалені всі книжки поетеси. Але дослідження сучасних учених свідчать, що Сапфо керувалася високою мораллю, цнотливістю, чистотою, красою, доброчесністю. Незважаючи на брудні наклепи, вірші Сапфо були дуже популярними в античні часи.
Близькою за тематикою до поезії Алкея й Сапфо є поезія Анакреонта.  Це мандрівний поет. Одним з найвідоміших тиранів був Полікрат, він підтримував мистецтво, захищав Анакреонту. Дуже багато зображень Анакреонта на вазах. В історію літератури він входить як творець легких пісень про любов-флірт, гру. Йому належать і філософські вірші. Мова Анакреонта позбавлена прикрас. Створюється враження, що рядок сам народжується  в нього під пером.
Головними темами творів поета стають кохання, Музи, вино. Але слід зазначити, що в усьому поет віддає перевагу помірності. Застілля не повинне претворюватися на п'яну оргію, кохання — на нестримну й буйну пристрасть.
Крім віршів про любов, Анакреонт писав гімни (зокрема до нас дійшли уривки на честь Діоніса й Артеміди), а також елегії та епіграми. Музична співучість його віршів, відповідність змісту і форми, безпосередність почуттів сприяли величезному успіхові поета і в наступних поколінь. Анакреонтичні мотиви ми знаходимо у творчості Е. Парні, К. Батюшкова, О. Пушкіна, переспівах І. Франка, віршах О. Олеся.
До нас дійшов невеликий (59 текстів) збірник цих коротеньких віршованих п"єс, складений в Александрійську і в пізніші епохи. Він доданий до так званої «Палатинської антології» — збірника-хрестоматії творів античних поетів, складеного в X ст. Константином Кефалою й доповненого в XIV ст. Вміщені там вірші викликали незліченну кількість перекладів, створивши з них у XVIII і на початку XIX ст. особливу течію — «анакреонтичної поезії». Анакреонтика — це жанр лірики, в якому панує життєрадісне, світле світосприйняття, перейняте мотивами неземного щастя, насолоди і любові.
Та й щаслива ж ти, цикадо!
У високім верховітті,
Чисту випивши росинку,
Вільно співи ти ведеш…

(Переклад Г.Кочура)
Хорова лірика
Хорова лірика існувала паралельно з сольною. Вона була менш продуктивною, ніж монодична, але справила відчутний вплив на світовий літературний процес. Безпосередньо пов'язана з обрядами. Перші пісні хорового мелосу, або гімни, були пов'язані з культами богів. Гімни на честь окремих богів мали свою назву:
- Пеани — гімни на честь Аполлона й Артеміди;
- Дифірамби — гімни, присвячені богу Діонісу;
- Гіпорхеми — гімни, що супроводжувалися танцями.;
- Просодії — процесіні пісні;
- Епінікії — пісні на честь олімпіоніків;
- Сколії — святкові, застільні пісні;
- Трени (френи) — поховальні пісні.;
- Партменії — дівочі пісні.

Хорова лірика була консервативнішою, ніж сольна. Свого найвищого злету досягла у віршах Алкмана, Піндара, Вакхіліда. Її зачинателем вважається грецький поет Алкман, що писав переважно партменії, еротичні пісні та гімни Зевсові, Кастору і Поллуксу, Гері, Афродіті, Алоллону.
Алкман. Алкман один з перших почав поєднувати міфологічні мотиви з елементами реального життя. Йому також належав ряд еротичних віршів, у яких, зокрема, оспівується жіноча врода. До нас дійшов його вірш, шо зображає спокій поснулої природи: 
Сплять усі верховими гірські й стрімчасті скелі. Всі байраки, всі провалля. Нори, ле плазуни, шо їх чорна земля зростила, Робуче плем'я бджіл, хижий звір у пуші, Страховиш у глибинах моря сон пройняв, Крила поскладавши, в вітах поснуло птаство… (Переклад Г Кочура)
Стесіхор ускладнив пісенну техніку введенням так званих ліричних тріад. Він написав багато ліричних творів на епічні й любовні сюжети, але дійшли до наших днів лише незначні фрагменти.
Не менш популярним був поет з Південної Італії — Івік. Твори Івіка також не збереглися, проте з фрагментів і свідчень учених можна зробити висновок, що він, подібно до Стесіхора, широко використовував епічні сюжети й образи, часто вдавався до порівнянь сучасників з міфологічними героями.
Сімонід (Сімонід Кеоський), що спочатку був учителем хору в храмі Аполлона, також прославився як поет, автор епіграми героям Марафонської битви, якою переміг самого Есхіла, численних фрем (трен), дифірамбів і епінікій. Його поховальні пісні незмінно викликали сльози, тому з'явився навіть вираз «сімонідові сльози». Він здобув 56 перемог на дифірамбічних агонах. Сімонід не був глибоким філософом, його світогляд спирався на життєвий досвід і спостереження за швидкоплинним часом. Але прості, дохідливі й дотепні вірші в усіх відомих ліричних жанрах, глибока щирість і вміння поета впливати на душі й свідомість людей забезпечили йому безсмертя у дальших поколіннях еллінів. Тому згадки про твори цього поета можна знайти в багатьох еллінських поетів і вчених.
Свого вищого розквіту хоровий мелос досяг у творчості Піндара, якого вважають найвизначнішим з 9 поетів VII-V- ст. до н.е («канону александрійських учених»). Він учився у визначних поетів, зокрема у своєї старшої співвітчизниці Корінни. Познайомившись з першими творами поета, вона зауважила йому, шо в його віршах майже відсутні міфологічні сюжети та образи. Погодившись із нею, Піндар надмірно сповнив ними свої наступні твори, чим викликав нову критику поетеси: «міфи слід сіяти рукою, а не мішком». Його сюжети перевантажені міфологічними подіями, героями та зіставленнями, шо значно ускладнювало їх сприйняття і вимагало спеціальної підготовки. Глибоко релігійна людина, Піндар у своїх творах відводив чільне місце героям і богам, яких зображував позбавленими всяких недоліків, людських слабкостей і навіть подоби людини. Людина в його віршах постає як слабке й недосконале створіння, «примара тіні», цілком залежна від богів. Тому в поета виникає навіть песимістичний висновок про необхідність повної покори богам, тільки від них «походять усі здібності людей — і тоді вони стають поетами, майстерними борцями чи ораторами». Щоправда, він не відбирає у людини права в молодості жити радісно, насолоджуватися її дарами, бути енергійною, працьовитою і веселою — і все ж вимагає пам'ятати про короткочасність життя, визначену богами. Відомий Піндар і епінікіями, мова яких сповнена складними зворотами, «затемненими» і пишними епітетами, складними образами, барвистими словами й виразами.
Племінник поета Сімоніда, молодший сучасник Піндара, з яким усе життя ворогував, але наслідував, Вакхілід зробив чималий внесок у хоровий мелос. Вакхілід як поет менш оригінальний і значно простіший за Піндара. Погляди Вакхіліда мало чим відрізняються від ПІіндарових. Віра в богів, у їхнє всевладдя, у здатність дати людям шастя і багатство поєднується в поета з думкою про безсмертя поетичного слова. Значущий Вакхілід є тим, що у своїх дифірамбах відтворював форму драматизованого дифірамба-діалогу, що став одним з найголовніших джерел виникнення трагедії:
І строфа: Могутній владарю священних Афін, Владико заможних іонян.
Шо значігги може цей клич бойовий
Сурми міднолитої голос?
Чи, сіючи смерть, войовник-лиходій
Ступає по батьківських нивах.
Чи мирні отари з гірських пасовиш
Зганяє підступний грабіжник
Під крик пастухів, шо на поміч зовуть?
Скажи, шо гнітить твою душу?
Звідкіль на обличчі тривоги печзть?
Чи має хто-небудь із смертних
Таку оборону і міць бойову.
Як син Пандіона Й Креуси?
Еней
1 антистрофа
Присипаний пилом далеких доріг, Прибун посланець шойно з Істму, Принісши нам вісті про дивні діла, Про полпиги дужого мужа.
Віл рук його згинув зухвалий Сінід, Між смертними муж найміцніший.
Кроніда. землі потрясателя син.
Він вбив кабана-людожера.
Який по ярах Креміонських гасав.
Убив нечестивця Скірона.
Звитяжний двобій з Керкіоном звершив.
Сильнішого стрінувши мужа.
Важенний свій молот Прокопт упустив.
Боюсь його замірів дальших.

(Переклад А. Содомори)
У творчості двох поетів — Піндара і Вакхіліда — епінікій досяг свого найвищого розквіту.
Десь наприкінці VI ст. до н. е. хорова лірика стала складовою театрального мистецтва, де пісня хору спочатку тісно межувала власне з текстами драми, моно- і діалогами акторів.
Як і все давньогрецьке мистецтво, лірика, вступаючи у елліністичну добу, переживала період занепаду, і меліка канула в Лету першою. Аот елегія та епіграма, задовольнивши нові художні смаки, «перейшли із здрібнілої Еллади доновонвродженного центру культури — Риму, де і меліка незабаром одержала чудовий, хоча і вторинний розвиток» (С. Шервінський)